# 千金譜
《千金譜》，又名《居家必備千金譜》，為曾流傳於台灣的台灣話蒙學書籍。

## 歷史
連雅堂在《雅言》說：「貧家子弟無力讀書，為人學徒，以數錢買《千金譜》一本，就店中長輩而讀之，可識千餘字。是書為泉人士所撰，中有方言，又列貨物之名，為將來記帳之用。若聰穎者可再讀他書及簡明尺牘并學珠算，不三四年可以略通文法，而書算皆能矣。」1984年。吳登神在《南瀛文獻》第29期上發表〈千金譜考釋〉，對全篇每字句都加以標音及注釋。
2003年，台南縣下營鄉油漆工陳海三為推動母語教學，與友人合作將此書錄製教學光碟，免費贈送給民眾。

## 內容
文句押韻，用台灣話朗誦。其內容多為與日常生活事物，作為識字基礎教材，作為家庭教育的教材。昔日台灣俗諺：「字是隨身寶，財是國家珍，一字值千金，千金難買聖賢心。」（Jī sī sûi sin pó, châi sī kok ka tin, chi̍t jī ta̍t chhian kim, chhian kim lân bé sèng hiân sim.）出典為此書。